# Emilio Gutiérrez Caba
Emilio Gutiérrez Caba, né le 26 septembre 1942 à Valladolid, est un acteur de cinéma et de télévision espagnol.

## Biographie
Emilio Gutiérrez Caba est le fils des acteurs Emilio Gutierrez et Irene Caba Alba et le frère des actrices Irene Gutiérrez Caba et Julia Gutiérrez Caba. Il étudie la philosophie et commence à jouer à l'université.
Les débuts professionnels de Caba au théâtre remontent à 1962. Il commence sa carrière au cinéma en 1963.

## Distinctions
Emilio Gutiérrez Caba a remporté deux Prix Goya du meilleur acteur dans un second rôle pour ses rôles dans Mes chers voisins (La comunidad) et El cielo abierto.
Il a aussi été récompensé d'une médaille d'or du mérite des beaux-arts, décernée par le Ministère de l'Éducation, de la Culture et des Sports espagnol en 2015.

## Filmographie (sélection)
- 1963 : Como dos gotas de agua (es)
- 1964 : Vacances pour Ivette (Vacaciones para Ivette) de José María Forqué
- 1966 : La Chasse (La caza) de Carlos Saura
- 1966 : Nueve cartas a Berta de Basilio Martín Patino
- 1967 : Los chicos del Preu de Pedro Lazaga
- 1968 : Cristina Guzmán
- 1974 : La Secrétaire (Cebo para una adolescente) de Francisco Lara Polop
- 1975 : Thérapie nue
- 1978 : Énigme rouge (Enigma rosso) de José Ramón Larraz
- 1982 : La Ruche (La colmena) de Mario Camus
- 1983 : Las bicicletas son para el verano de Jaime Chávarri
- 1986 : Werther de Pilar Miró
- 1998 : Ma première nuit (La primera noche de mi vida) de Miguel Albaladejo
- 1999 : Goya à Bordeaux (Goya en Burdeos) de Carlos Saura
- 2000 : Mes chers voisins (La comunidad) d'Álex de la Iglesia
- 2000 : Y decirte alguna estupidez, por ejemplo, te quiero
- 2001 : El cielo abierto de Miguel Albaladejo
- 2007 : La torre de Suso de Tom Fernández (es)
- 2015 : Anacleto : Agente secreto de Javier Ruiz Caldera
- 2021 : Braquage final (The Vault) de Jaume Balagueró
- 2021 : La Templanza